# The Beyoncé Experience Live
The Beyoncé Experience Live - DVD Beyoncé Knowles.

## Piese Lansate
Queen B' Fanfare 

1."Crazy in love" / "Crazy" 

2."Freakum Dress" 

3."Green Light"
- Costume Change

Band Jam 

4."Baby Boy" / "Murder He Wrote" Interlude 

5."Beautiful Liar" 

6."Naughty Girl" 

7."Me, Myself and I" 
- Costume Change

Dangerously In Love Intro/Ballet interlude 

8."Dangerously in Love 2 / "He Loves Me" Interlude 

9."Flaws And All" 
- Costume Change

Pink Panther Dancers Interlude 

10.Destiny's Child Medley: "Independent Women Part I" / "Bootylicious" / "No No No Part 2" / "Bug A Boo" / "Bills, Bills, Bills" / "Cater 2 U" / "Say My Name" / "Jumpin' Jumpin'" / "Soldier" / "Survivor" 

11."Speechless" 
- Costume Change

Cell Block Tango Dancers Interlude 

12."Ring the Alarm" 

13."Suga mama" 

14."Upgrade U" 

15."'03 Bonnie & Clyde" 

16."Check on It" 

17."Déjà vu" 
- Costume Change

Get Me Bodied Intro 

18.Get Me Bodied" 

- Costume Change

Welcome to Hollywood: Video Intro 

19."Dreamgirls (Opening Act II)" 

20."Listen" 

21."Irreplaceable"
- Happy B'Day sung to Beyoncé by Kelly and Michelle